# Переворот оснований ДНК
Переворот оснований ДНК, или переворот нуклеотидов, представляет собой механизм, в котором одиночное основание нуклеотида, или азотистое основание, вращается вне двойной спирали нуклеиновой кислоты. Это происходит, когда ферменту, обрабатывающему нуклеиновую кислоту, требуется доступ к основанию для выполнения работы с ним, например, для его вырезания для замены другим основанием во время репарации ДНК. Впервые он был обнаружен в 1994 году с помощью рентгеновской кристаллографии фермента метилтрансферазы, катализирующего метилирование цитозинового основания в ДНК. С тех пор было показано, что он используется различными ферментами во многих биологических процессах, таких как метилирование ДНК, различные механизмы восстановления ДНК и репликация ДНК. Это также может происходить в двойных спиралях РНК или в интермедиатах «ДНК:РНК», образующихся во время транскрипции РНК.
Переворот оснований ДНК происходит путем разрыва водородных связей между основаниями и отделения основания от его соседей. Это может происходить в результате активного процесса, когда фермент связывается с ДНК, а затем способствует вращению основания, или пассивного процесса, когда основание спонтанно вращается, и это состояние распознается и связывается ферментом. Его можно обнаружить с помощью рентгеновской кристаллографии, ЯМР-спектроскопии, флуоресцентной спектроскопии или гибридизационных зондов.

## Открытие
Переворот оснований впервые наблюдался в 1994 году, когда исследователи Климасаускас, Кумар, Робертс и Ченг использовали рентгеновскую кристаллографию для наблюдения за промежуточной стадией химической реакции метилтрансферазы, связанной с ДНК. Метилтрансферазой, которую они использовали, была C5-цитозинметилтрансфераза из Haemophilus haemolyticus (далее по тексту M. HhaI). Этот фермент распознает специфическую последовательность ДНК (5'-GCGC-3') и метилирует первое цитозиновое основание последовательности в его положении С5. После кристаллизации комплекса M. HhaI-ДНК они увидели, что целевое цитозиновое основание полностью вывернуто из двойной спирали и расположено в активном центре M. HhaI. Он удерживался на месте благодаря многочисленным взаимодействиям между M. HhaI и ДНК.
Авторы предположили, что переворот оснований был механизмом, используемым многими другими ферментами, такими как хеликазы, ферменты рекомбинации, РНК-полимеразы, ДНК-полимеразы и топоизомеразы типа II. В дальнейшем было проведено много исследований, и было обнаружено, что переворот оснований является механизмом, используемым во многих биологических процессах, предложенных авторами.

## Механизм
Нуклеотиды ДНК удерживаются вместе водородными связями, которые относительно слабы и легко рвутся. Переворот основания происходит в миллисекундном масштабе путем разрыва водородных связей между основаниями и её отделения от соседей. Основание поворачивается относительно двойной спирали на 180 градусов, как правило, через большую бороздку в активный центр фермента. Это событие приводит к небольшим конформационным изменениям в остове ДНК, которые быстро стабилизируются усилением взаимодействий фермент-ДНК. Исследования профилей свободной энергии при перевороте оснований показали, что барьер свободной энергии для переворота может быть снижен на 17 ккал / моль для M.HhaI в закрытой конформации.
Существует два механизма переворота оснований ДНК: активный и пассивный. В активном механизме фермент связывается с ДНК, а затем активно вращает основание, в то время как в пассивном механизме поврежденное основание сначала спонтанно вращается, а затем распознается и связывается ферментом. Исследования продемонстрировали оба механизма: урацил-ДНК-гликозилаза следует пассивному механизму, а транспозаза Tn10 следует активному механизму.
Кроме того, исследования показали, что переключение оснований ДНК используется многими различными ферментами в различных биологических процессах, таких как метилирование ДНК, различных механизмах репарации ДНК, транскрипции РНК и репликации ДНК.

## Биологические процессы

### Модификация ДНК и восстановление
ДНК может иметь мутации, которые вызывают повреждение основания в цепи ДНК. Чтобы гарантировать генетическую целостность ДНК, ферменты должны восстанавливать любые повреждения. Существует много типов репарации ДНК. В основе процесса эксцизионной репарации оснований используется переворачивание оснований для того чтобы перевернуть поврежденное основание из двойной спирали в активный центр гликозилазы, которая гидролизует гликозидную связь и удаляет основание. ДНК-гликозилазы взаимодействуют с ДНК, переворачивая основания для определения несоответствия. Пример эксцизионной репарации оснований происходит, когда цитозиновое основание дезаминируется и становится урациловым основанием. Это вызывает неправильную пару U:G, которая обнаруживается урациловой ДНК-гликозилазой . Основание урацила выбрасывается в активный карман гликозилазы, где оно удаляется из цепи ДНК. Переворот оснований используется для восстановления таких мутаций, как 8-оксогуанин (oxoG) и димеров тимина, созданных УФ-излучением.

### Репликация, транскрипция и рекомбинация
Репликация ДНК и транскрипция РНК используют переворот оснований. ДНК-полимераза — фермент, осуществляющий репликацию. Его можно представить как руку, сжимающую одноцепочечную матрицу ДНК. Когда матрица проходит через область ладони полимеразы, основания матрицы выворачиваются из спирали и удаляются от сайта связывания dNTP. Во время транскрипции РНК-полимераза катализирует синтез РНК. Во время фазы инициации два основания в промоторе высвобождаются из спирали и помещаются в два кармана в РНК-полимеразе. Эти новые взаимодействия стабилизируют промотор и способствуют разделению или расплавлению нитей ДНК.
Переворот основания также происходит на последних стадиях рекомбинации. RecA — это белок, который способствует инвазии цепи во время гомологичной рекомбинации. Переворот оснований был предложен как механизм, с помощью которого RecA может позволить одной цепи распознавать гомологию в дуплексной ДНК. Другие исследования показывают, что он также участвует в рекомбинации V(D)J.

### Метилирование ДНК
Метилирование ДНК представляет собой процесс, при котором метильная группа добавляется либо к цитозину, либо к аденину. Этот процесс вызывает активацию или инактивацию экспрессии генов, что приводит к регуляции генов в эукариотических клетках. Известно также, что процесс метилирования ДНК участвует в некоторых типах образования рака. Чтобы произошла эта химическая модификация, необходимо, чтобы целевое основание вывернулось из двойной спирали ДНК, чтобы метилтрансферазы могли катализировать реакцию.

### Распознавание мишени эндонуклеазами рестрикции
Эндонуклеазы рестрикции, также известные как ферменты рестрикции, представляют собой ферменты, которые расщепляют сахаро-фосфатный остов ДНК в определённых последовательностях нуклеотидов, которые обычно имеют длину от четырёх до шести нуклеотидов. Исследования, проведенные Хортоном и его коллегами, показали, что механизм, с помощью которого эти ферменты расщепляют ДНК, включает переворот оснований, а также изгибание ДНК и расширение малой бороздки. В 2006 году Хортон и его коллеги представили данные рентгеновской кристаллографии, показывающие, что эндонуклеаза рестрикции HinP1I использует переворот оснований для распознавания своей последовательности-мишени. Известно, что этот фермент расщепляет ДНК по палиндромной тетрануклеотидной последовательности G↓CGC.

## Экспериментальные подходы к обнаружению

### Рентгеновская кристаллография
Рентгеновская кристаллография — это метод, который измеряет углы и интенсивности кристаллических атомов, чтобы определить атомную и молекулярную структуру интересующего кристалла. Затем кристаллографы могут создавать трехмерные изображения, на которых можно определить положение атомов, химических связей, а также другие важные характеристики. Климасаукас и его коллеги использовали эту технику для наблюдения первого явления переворота базы, в котором их экспериментальная процедура включала несколько этапов:
1. Очищение
2. Кристаллизация
3. Сбор данных
4. Определение и уточнение структуры

Во время очистки метилтрансфераза Haemophilus haemolyticus подвергалась сверхэкспрессии и очищалась с использованием стадии обратной экстракции с высоким содержанием соли для селективного растворения M.HhaI с последующей быстрой белковой жидкостной хроматографией (FPLC), как это было сделано ранее Кумаром и его коллегами. Авторы использовали анионообменную колонку Mono-Q для удаления небольшого количества белковых материалов и нежелательной ДНК перед стадией кристаллизации. После того, как M.HhaI был успешно очищен, образец был выращен с использованием метода, который смешивает раствор, содержащий комплекс, при температуре 16 °C и метод диффузии паров висячей капли для получения кристаллов. Затем авторы смогли собрать рентгеновские данные в соответствии с методом, использованным Ченгом и его коллегами в 1993 году. Этот метод включал измерение интенсивности дифракции на детекторе FAST, где время экспозиции для поворота на 0,1° составляло 5 или 10 секунд. Для определения и уточнения структуры Климасаукас и его коллеги использовали молекулярную замену уточненной структуры апо, описанную Ченгом и его коллегами в 1993 г., где поисковые модели X-PLOR, MERLOT и TRNSUM использовались для решения функций вращения и трансляции. Эта часть исследования включает использование различных программ и компьютерных алгоритмов для определения структуры и характеристик интересующего кристалла.

### ЯМР-спектроскопия
ЯМР-спектроскопия — это метод, который на протяжении многих лет использовался для изучения важных динамических аспектов переворота оснований. Он позволяет исследователям определять физические и химические свойства атомов и других молекул, используя магнитные свойства атомных ядер. Кроме того, ЯМР может предоставить разнообразную информацию, включая структуру, состояние реакции, химическое окружение молекул и динамику. Во время эксперимента по открытию переворота основания ДНК исследователи использовали ЯМР-спектроскопию для исследования индуцированного ферментом переворота основания HhaI-метилтрансферазы. Чтобы выполнить этот эксперимент, два остатка 5-фторцитозина были включены в мишень и контрольное положение с ДНК-субстратом, чтобы можно было выполнить анализ химического сдвига 19F. После оценки анализа химического сдвига 19F был сделан вывод, что комплексы ДНК существуют с множественными формами целевого 5-фторцитозина вдоль пути переключения оснований.

### Флуоресцентная спектроскопия
Флуоресцентная спектроскопия — это метод, который используется для анализа образца с использованием флуоресцентного зонда. Нуклеотиды ДНК сами по себе не являются хорошими кандидатами для этого метода, потому что они слабо излучают свет при световом возбуждении. Для обнаружения переворачивания базы необходим флуоресцентный маркер. 2-Аминопурин представляет собой основание, которое структурно похоже на аденин, но способное к флуоресценции при его отделении от дуплекса ДНК. Он обычно используется для обнаружения переворачивания основания и имеет возбуждение на уровне 305—320.нм и излучение при 370нм так, чтобы он хорошо отделялся от возбуждений белков и ДНК. Другими флуоресцентными зондами, используемыми для изучения переворота оснований ДНК, являются 6MAP (4-амино-6-метил-7(8H)-птеридон) и пирроло-C (3-[β-D-2-рибофуранозил]-6-метилпирроло [2,3-d]пиримидин-2(3H)-он) Флуоресцентная спектроскопия с временным разрешением также используется для получения более подробной картины степени переворота основания, а также конформационной динамики, происходящей во время переворота основания.

### Гибридизационное зондирование
Гибридизационные зонды можно использовать для обнаружения переворачивания оснований. В этом методе используется молекула, которая имеет последовательность, комплементарную последовательности, которую вы хотите обнаружить, так что она связывается с одноцепочечной ДНК или РНК. Несколько зондов гибридизации использовались для обнаружения переворачивания оснований. Перманганат калия используется для обнаружения остатков тимина, которые были высвобождены цитозин-С5 и аденин-N6 метилтрансферазами. Хлорацетальдегид используется для обнаружения остатков цитозина, высвобождаемых ДНК-цитозин-5-метилтрансферазой HhaI (M. HhaI).

## Использованная литература
1. ↑  Roberts, RJ (1998). Base flipping. Annual Review of Biochemistry. 67 (1): 181–198. doi:10.1146/annurev.biochem.67.1.181. PMID 9759487.
2. ↑  Reiter, NJ (2004). Dynamics in the U6 RNA intramolecular stem-loop: a base flipping conformational change. Biochemistry. 43 (43): 13739–47. doi:10.1021/bi048815y. PMID 15504036.
3. 1 2  Saulius Klimasauskas, Sanjay Kumar, Richard J. Roberts, Xiaodong Cheng. Hhal methyltransferase flips its target base out of the DNA helix (англ.) // Cell. — 1994-01. — Vol. 76, iss. 2. — P. 357–369. — doi:10.1016/0092-8674(94)90342-5. Архивировано 15 июня 2022 года.
4. 1 2 3  Klimasauskas, Saulius (January 1994). Hhal methyltransferase flips its target base out of the DNA helix. Cell. 76 (2): 357–369. doi:10.1016/0092-8674(94)90342-5. PMID 8293469.
5. ↑  ATDBio - Base flipping. atdbio.com. Дата обращения: 19 августа 2022. Архивировано 19 августа 2022 года.
6. 1 2 3 4 5 6  Niu Huang, Nilesh K. Banavali, Alexander D. MacKerell. Protein-facilitated base flipping in DNA by cytosine-5-methyltransferase (англ.) // Proceedings of the National Academy of Sciences. — 2003-01-07. — Vol. 100, iss. 1. — P. 68–73. — ISSN 1091-6490 0027-8424, 1091-6490. — doi:10.1073/pnas.0135427100. Архивировано 19 августа 2022 года.
7. ↑  Bouvier, Benjamin (August 2007). A Molecular Dynamics Study of Slow Base Flipping in DNA using Conformational Flooding (PDF). Biophysical Journal. 93 (3): 770–786. Bibcode:2007BpJ....93..770B. doi:10.1529/biophysj.106.091751. PMC 1913169. PMID 17496048. Архивировано из оригинала (PDF) 9 августа 2017. Дата обращения: 18 августа 2022.
8. ↑  Laurent Larivière, Solange Moréra. Structural Evidence of a Passive Base-flipping Mechanism for β-Glucosyltransferase (англ.) // Journal of Biological Chemistry. — 2004-08. — Vol. 279, iss. 33. — P. 34715–34720. — doi:10.1074/jbc.M404394200.
9. ↑  DNA and RNA modification enzymes : structure, mechanism, function, and evolution. — Austin, Tex.: Landes Bioscience, 2009. — 1 online resource (653 pages) с. — ISBN 978-1-4416-1558-9, 1-4416-1558-X, 978-1-4337-1155-8, 1-4337-1155-9, 978-1-58706-361-9, 1-58706-361-1, 978-1-4987-1315-3, 1-4987-1315-7.
10. ↑  Giudice, E. (2003-03-01). Base pair opening within B-DNA: free energy pathways for GC and AT pairs from umbrella sampling simulations. Nucleic Acids Research. 31 (5): 1434–1443. doi:10.1093/nar/gkg239. PMC 149832. PMID 12595551.
11. ↑  O'Neil, Lauren. Base Flipping in DNA: Detection, Structures and Energetics, A Dissertation.. — 2014. — ISBN 9780549590743..
12. 1 2  Lariviere, L. (2004-06-23). Structural Evidence of a Passive Base-flipping Mechanism for Glucosyltransferase. Journal of Biological Chemistry. 279 (33): 34715–34720. doi:10.1074/jbc.M404394200. PMID 15178685.
13. ↑  Bischerour, Julien (2009-07-10). Base Flipping in Tn10 Transposition: An Active Flip and Capture Mechanism. PLOS ONE. 4 (7): e6201. Bibcode:2009PLoSO...4.6201B. doi:10.1371/journal.pone.0006201. PMC 2705183. PMID 19593448.
14. ↑  Brown, Tom. Nucleic Acids Book. Дата обращения: 26 февраля 2014. Архивировано 17 февраля 2021 года.
15. ↑  Grubmüller, Helmut. DNA Base Flipping. Дата обращения: 26 февраля 2014. Архивировано из оригинала 4 февраля 2017 года.
16. ↑  Molecular biology of the gene. — Seventh edition. — Boston, 2014. — xxxiv, 872 pages с. — ISBN 978-0-321-76243-6, 0-321-76243-6, 978-0-321-90537-6, 0-321-90537-7, 978-0-321-90264-1, 0-321-90264-5, 978-0-321-85149-9, 0-321-85149-8. Архивировано 29 сентября 2021 года.
17. ↑  Krokan, Hans E (16 декабря 2002). Uracil in DNA – occurrence, consequences and repair. Oncogene. 21 (58): 8935–8948. doi:10.1038/sj.onc.1205996. PMID 12483510.
18. ↑  Banerjee, Anirban (2005-03-31). Structure of a repair enzyme interrogating undamaged DNA elucidates recognition of damaged DNA. Nature. 434 (7033): 612–618. Bibcode:2005Natur.434..612B. doi:10.1038/nature03458. PMID 15800616.
19. 1 2  Julien Bischerour, Ronald Chalmers. Base flipping in tn10 transposition: an active flip and capture mechanism // PloS One. — 2009-07-10. — Т. 4, вып. 7. — С. e6201. — ISSN 1932-6203. — doi:10.1371/journal.pone.0006201. Архивировано 18 августа 2022 года.
20. ↑  Fuxreiter, Monika (November 2002). Role of Base Flipping in Specific Recognition of Damaged DNA by Repair Enzymes. Journal of Molecular Biology. 323 (5): 823–834. doi:10.1016/S0022-2836(02)00999-3. PMID 12417196.
21. ↑  Anirban Banerjee, Wei Yang, Martin Karplus, Gregory L. Verdine. Structure of a repair enzyme interrogating undamaged DNA elucidates recognition of damaged DNA (англ.) // Nature. — 2005-03. — Vol. 434, iss. 7033. — P. 612–618. — ISSN 1476-4687 0028-0836, 1476-4687. — doi:10.1038/nature03458. Архивировано 18 августа 2022 года.
22. ↑  Patel, Premal H. (May 2001). Prokaryotic DNA polymerase I: evolution, structure, and "base flipping" mechanism for nucleotide selection. Journal of Molecular Biology. 308 (5): 823–837. doi:10.1006/jmbi.2001.4619. PMID 11352575.
23. ↑  Lim, H. M. (2001-12-04). A "master" in base unpairing during isomerization of a promoter upon RNA polymerase binding. Proceedings of the National Academy of Sciences. 98 (26): 14849–14852. Bibcode:2001PNAS...9814849L. doi:10.1073/pnas.261517398. PMC 64947. PMID 11734629.
24. ↑  Voloshin, Oleg N. (September 2004). Synaptic Complex Revisited. Molecular Cell. 15 (6): 846–847. doi:10.1016/j.molcel.2004.09.010. PMID 15383274.
25. ↑  Folta-Stogniew, E (2004-09-24). Exchange of DNA base pairs that coincides with recognition of homology promoted by E. coli RecA protein. Molecular Cell. 15 (6): 965–75. doi:10.1016/j.molcel.2004.08.017. PMID 15383285.
26. ↑  Bischerour, J. (2009-08-31). Base Flipping in V(D)J Recombination: Insights into the Mechanism of Hairpin Formation, the 12/23 Rule, and the Coordination of Double-Strand Breaks. Mol. Cell. Biol. 29 (21): 5889–5899. doi:10.1128/MCB.00187-09. PMC 2772739. PMID 19720743.
27. ↑  Klose, Robert J. (2006). Genomic DNA methylation: the mark and its mediators. Trends in Biochemical Sciences. 31 (2): 89–97. doi:10.1016/j.tibs.2005.12.008. ISSN 0968-0004. PMID 16403636.
28. ↑  Nakao, M (2001). Epigenetics: Interaction of DNA Methylation and Chromatin. Gene. 278 (1–2): 25–31. doi:10.1016/s0378-1119(01)00721-1. PMID 11707319.
29. ↑  Plass, C (2002). DNA Methylation, Imprinting and Cancer. Eur J Hum Genet. 10 (1): 6–16. doi:10.1038/sj.ejhg.5200768. PMID 11896451.
30. ↑  Esteller, M (2002). Cancer as an Epigenetic Disease: DNA Methylation and Chromatin Alterations in Human Tumours. J Pathol. 196 (1): 1–7. doi:10.1002/path.1024. PMID 11748635.
31. ↑  Huang, Niu (2003-01-07). Protein-facilitated base flipping in DNA by cytosine-5-methyltransferase. PNAS. 100 (1): 68–73. Bibcode:2003PNAS..100...68H. doi:10.1073/pnas.0135427100. PMC 140885. PMID 12506195.
32. ↑  Biology and Activity of Restriction Endonucleases. Дата обращения: 3 апреля 2014. Архивировано из оригинала 18 апреля 2014 года.
33. ↑  Horton, John R. (2006). DNA Nicking by HinP1I Endonuclease: Bending, Base Flipping and Minor Groove Expansion. Nucleic Acids Research. 34 (3): 939–948. doi:10.1093/nar/gkj484. PMC 1363774. PMID 16473850.
34. ↑  X-ray crystallography
35. ↑  Kumar, S (1992). Purification, Crystallization, and Preliminary X-ray Diffraction Analysis of an M.HhaI-AdoMet Complex. Biochemistry. 31 (36): 8648–8653. doi:10.1021/bi00151a035. PMID 1390649.
36. 1 2  Cheng, X (1993). Crystal Structure of the HhaI DNA Methyltransferase Complexed with S-adenosyl-L-methionine. Cell. 74 (2): 299–307. doi:10.1016/0092-8674(93)90421-l. PMID 8343957.
37. ↑  Brunger A.T. (1992)"X-PLOR, Version 3.1 : A system for x-ray crystallography and NMR"(New Haven, Connecticut: Yale University Press)
38. ↑  Fitzgerald, P.M.D. (1988). MERLOT, an integral package of computer programs for the determination of crystal structure by molecular replacement. J. Appl. Crystallogr. 21 (3): 273–288. doi:10.1107/s0021889887012299.
39. ↑  NMR spectroscopy
40. ↑  Gueron, M., and J. L. Leroy. 1995. Studies of basepair kinetics by NMR measurement of proton exchange. In Nuclear Magnetic Resonance And Nucleic Acids. Academic Press, San Diego, CA.
41. ↑  Leijon, M. (1992). Effects of sequence and length on imino proton-exchange and basepair opening kinetics in DNA oligonucleotide duplexes. Nucleic Acids Res. 20 (20): 5339–5343. doi:10.1093/nar/20.20.5339. PMC 334339. PMID 1331987.
42. ↑  Klimasaukas, Salius, and Zita Liutkeviciute. «Experimental Approaches to Study DNA Base Flipping.» DNA and RNA Modification Enzymes: Structure, Mechanism, Function and Evolution. Landes Bioscience, 2009. 37-50. Web. 16 Mar. 2014. <https://www.landesbioscience.com/pdf/04GrosjeanKlimasauskas.pdf Архивировано 7 апреля 2014 года.>.
43. ↑  Grosjean, [edited by] Henri. DNA and RNA modification enzymes : structure, mechanism, function and evolution. — Taylor & Francis, 2009-06-11. — ISBN 978-1-58706-329-9. Архивная копия от 7 апреля 2014 на Wayback Machine
44. ↑  Holz, B (1998-02-15). 2-Aminopurine as a fluorescent probe for DNA base flipping by methyltransferases. Nucleic Acids Research. 26 (4): 1076–1083. doi:10.1093/nar/26.4.1076. PMC 147370. PMID 9461471.
45. ↑  Yang, K (2007-09-06). 6MAP, a fluorescent adenine analogue, is a probe of base flipping by DNA photolyase. The Journal of Physical Chemistry B. 111 (35): 10615–25. doi:10.1021/jp071035p. PMID 17696385.
46. ↑  Yang, K (May-Jun 2008). The extent of DNA deformation in DNA photolyase-substrate complexes: a solution state fluorescence study. Photochemistry and Photobiology. 84 (3): 741–9. doi:10.1111/j.1751-1097.2007.00251.x. PMID 18086248.{{cite journal}}:  Википедия:Обслуживание CS1 (формат даты) (ссылка)
47. ↑  Berry, David A. (March 2004). Pyrrolo-dC and pyrrolo-C: fluorescent analogs of cytidine and 2′-deoxycytidine for the study of oligonucleotides. Tetrahedron Letters. 45 (11): 2457–2461. doi:10.1016/j.tetlet.2004.01.108.
48. ↑  Neely, R. K. (2009-09-08). Time-resolved fluorescence studies of nucleotide flipping by restriction enzymes. Nucleic Acids Research. 37 (20): 6859–6870. doi:10.1093/nar/gkp688. PMC 2777440. PMID 19740769.
49. ↑  Serva, S (1998-08-01). Chemical display of thymine residues flipped out by DNA methyltransferases. Nucleic Acids Research. 26 (15): 3473–3479. doi:10.1093/nar/26.15.3473. PMC 147733. PMID 9671807.
50. ↑  Daujotyte, D. (15 апреля 2008). Chemical mapping of cytosines enzymatically flipped out of the DNA helix. Nucleic Acids Research. 36 (10): e57. doi:10.1093/nar/gkn200. PMC 2425465. PMID 18450817.